# Philippe Bono
Philippe Bono (* 26. Dezember 1909 in Paris; † 20. Januar 1986 in Le Vésinet) war ein französischer Radrennfahrer und nationaler Meister im Radsport.

## Sportliche Laufbahn
Bono wurde 1932 französischer Meister im Straßenrennen der Amateure, nachdem er zuvor bereits einmal Meister bei den Junioren geworden war. Im selben Jahr gewann er einige der bedeutendsten Amateurrennen, wie Paris–Chauny. Den Grand Prix Plouay (auch Grand Prix Ouest-France bzw. Grand Prix de Plouay Ouest-France, Bretagne Classic – Ouest-France) gewann er vor Paul Le Drogo. Letzteres Rennen gewann er bereits als Unabhängiger, diesen Sieg konnte er ein Jahr später wiederholen. Dieses Mal gewann er vor Raymond Louviot. In den folgenden Jahren bis 1936 konnte er Rennen wie Le Havre–Rouen und Troyes–Paris bei den Berufsfahrern gewinnen.